# Daniella Monet
Daniella Monet Zuvic (West Hills, 1989. március 1. –) amerikai színésznő, énekesnő.
Először Megan Kleinman megformálásával vált ismertté a Listen Up! (2004-05) című CBS-s szitkomban.

## Fiatalkora és pályafutása
1989. március 1-jén született a kaliforniai Los Angeles város West Hills negyedében. Chilei, horvát és olasz származású.

## Magánélete
Monet vegán.
2017 decemberében Monetet hét év párkapcsolat után eljegyezte Andrew Gardner.
2019. április 3-án a pár bejelentette, hogy első gyermeküket várják. 2019. szeptember 28-án Monet életet adott fiuknak, Gio James Gardnernek. 2021. február 12-én megszületett a második gyermekünk, egy kislány, Ivry Monet Gardner.

## Filmográfia

### Film
| Év   | Cím                                        | Szerep          | Megjegyzés     |
| ---- | ------------------------------------------ | --------------- | -------------- |
| 2007 | Nancy Drew: A hollywoodi rejtély           | Inga Veinshtein | Mellékszerep   |
| 2007 | Taking Five                                | Gabby Davis     | Főszerep       |
| 2007 | Taking The Band: Making Taking 5           | Önmaga          | Dokumentumfilm |
| 2007 | Taking 5: On Set                           | Önmaga          | Dokumentumfilm |
| 2010 | Follow Your Heart                          | Angie fiatalon  | Mellékszerep   |
| 2010 | Simon mondja                               | Sarah           | Mellékszerep   |
| 2010 | Here's the Kicker                          | Lacey Matthews  | Mellékszerep   |
| 2011 | Fred 2: Night of the Living Fred           | Bertha          |                |
| 2011 | A Fairly Odd Movie: Grow Up, Timmy Turner! | Tootie          | Főszerep       |
| 2012 | Egy tündéri karácsony                      | Tootie          | Főszerep       |
| 2012 | Fred 3: Camp Fred                          | Bertha          |                |
| 2014 | Rachel's Return                            | Danielle        | Mellékszerep   |
| 2014 | Tündéri keresztszülők csodálatos nyaralása | Tootie          | Főszerep       |
| 2020 | Aloha Surf Hotel                           | Babymooner      | Főszerep       |

### Videóklipek
| Év   | Cím             | Szerep     | Előadó        |
| ---- | --------------- | ---------- | ------------- |
| 2018 | "Thank U, Next" | Pompomlány | Ariana Grande |

## Fordítás
- Ez a szócikk részben vagy egészben  a   Daniella Monet című angol Wikipédia-szócikk fordításán alapul.  Az eredeti cikk szerkesztőit annak laptörténete sorolja fel. Ez a jelzés csupán a megfogalmazás eredetét és a szerzői jogokat jelzi, nem szolgál a cikkben szereplő információk forrásmegjelöléseként.